# Cambie
Cambia reprezintă un instrument de plată prin care o persoană (numită trăgător) ordonă unei alte persoane (numit tras) să plătească unei terțe persoane (numită beneficiar) o sumă de bani determinată, la o dată fixă și un loc pre-indicat.

## Caracteristici
Din definiție rezultă că trăgătorul are față de tras o creanță, care se numește promisiunea sau acoperirea cambiei. De asemenea, beneficiarul are o creanță de trăgător, aceasta numindu-se valoarea furnizată.
Atunci când beneficiarul este el însuși debitor față de o terță persoană și dorește să realizeze plata utilizând aceeași cambie, aceasta poate înscrie pe spatele cambiei o mențiune de a se plăti creditorului. Mențiunea poarta denumirea de gir sau andosare; cel care a înscris mențiunea este girant, iar noul beneficiar este giratar.